# Los cuatro golpes
Pour plus de détails, voir Fiche technique et Distribution.
Los cuatro golpes, littéralement « Les quatre coups ») est un court métrage de François Truffaut réalisé en 1962.
Le film a été tourné par Truffaut avec un groupe d'amis à Mar del Plata pendant le festival. Il a probablement été tourné en 1962. Le film est absent de toutes les filmographies et biographies de Truffaut, ce n'est qu'un divertissement de trois minutes, un thriller. Tourné en 16 mm, avec un style entre amateur et noir, en noir et blanc et silencieux (le seul exemplaire disponible ne présente aucun son contrairement à la musique de Jean Sébastien Bach indiquée au générique du film). Le titre fait éminemment référence à son célèbre film, Les Quatre Cents Coups.

## Fiche technique
Sauf indication contraire ou complémentaire, les informations mentionnées dans cette section proviennent du générique de fin de l'œuvre audiovisuelle présentée ici.
- Réalisation : François Truffaut
- Scénario : Jorge De'Angeli, d'après une idée de Gloria Algorta
- Production : Société CLAUDIA (Espagne)
- Directeur de la photographe / Caméraman : Hasperue et Massa
- Lieux de tournage : Hôtel Hermitage Mar del Plata
- Musique : Jean-Sébastien Bach
- Durée : 4 minutes[2]
- Format : noir et blanc - 16 mm - 1,33:1 - son mono - muet
- Date de sortie : 
  - Belgique 1962 (sortie limitée)[2]

## Distribution
Source IMDb
- El assasino (l'assasin) : François Truffaut
- La victima (la victime) : Gloria Algorta
- Complice n° 1 : Christiane Rochefort
- Complice n° 2 : Marie Laforêt